# Evergreen Marine
Evergreen Marine Corporation (кит.: 長榮海運; певедзі Tióng-êng Hái-ūn) — тайванська компанія з транспортування та перевезення контейнерів із головним офісом в районі Лучжу, місто Таоюань, Тайвань. 
Основними торговими напрямками є Далекий Схід, Північна Америка, Центральна Америка та Карибський басейн, Північна Європа, Східне Середземномор'я;  і внутрішньоазійська служба, яка сполучає порти в Азії з Близьким Сходом, Перською затокою та Червоним морем. 
Маючи понад 150 контейнерних суден, він входить до конгломерата транспортних фірм та пов'язаних з ними компаній Evergreen Group.

## Огляд
Evergreen використовує 240 портів у всьому світі приблизно в 80 країнах і є п'ятою за величиною компанією такого типу. Діяльність компанії включає: судноплавство, будівництво контейнерів і суден, управління портами, а також інжиніринг та розвиток нерухомості. Дочірні компанії та підрозділи включають Uniglory Marine Corp. (Тайвань), Evergreen UK Ltd. (Велика Британія) та судноплавна компанія Italia Marittima S.p.А. (Італія).
У 2007 році Hatsu, Italia Maritima та Evergreen були об'єднані в  "Evergreen Line".
Більшість контейнерів для транспортування Evergreen пофарбовані в зелений колір із написом "Evergreen", розміщеним збоку білими літерами. Контейнери Uniglory так само пофарбовані та марковані, але ці контейнери яскраво-помаранчеві. Холодильні контейнери Evergreen "Reefer" мають зворотну колірну гамму (білі контейнери із зеленими літерами).

## Історія

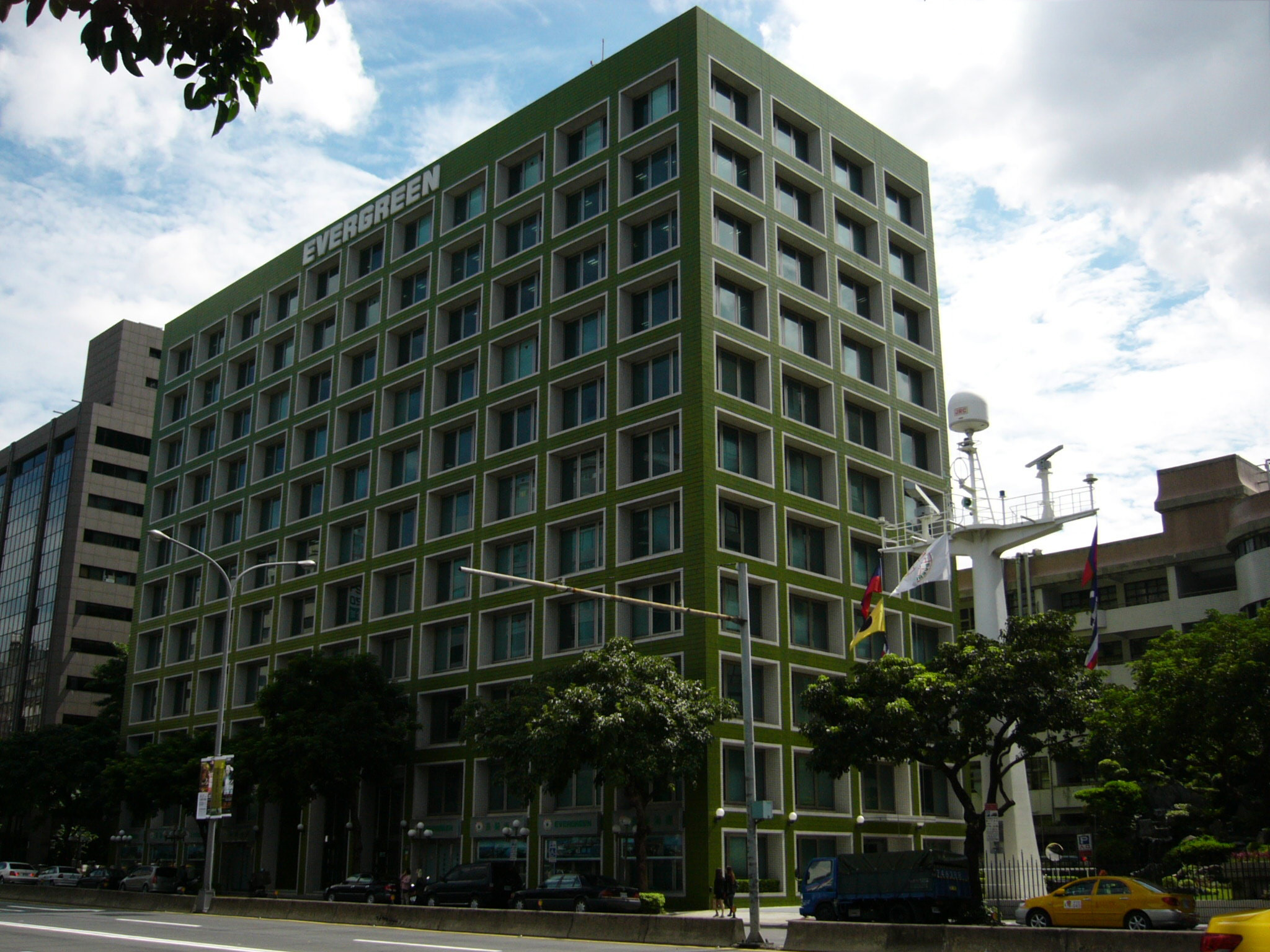
штаб квартира Evergreen Marine Тайбей, Тайвань.

Компанія була заснована 1 вересня 1968 року Юнг-Фа Чангом . Послуги розпочалися з єдиного вантажного судна під назвою Central Trust, яке обслуговувало послугу "куди завгодно".  Друге судно було додано в 1969 році і використовувалося на Близькому Сході.  До 70-х років були придбані додаткові судна, а також додані маршрути до Східної Азії та Центральної Америки.  Робота у США розпочалась у 1974 р. із заснуванням Evergreen Marine Corporation (Нью-Йорк) Ltd. 
У 1981 році материнська компанія змінила свою назву на Evergreen International SA (EIS), оскільки компанія збільшила свої глобальні зусилля.  Evergreen Marine розпочав своє перше кругоплавне судноплавство в 1984 році. Ця послуга є двонаправленою, охоплюючи маршрути як на захід, так і на схід.
З тих пір Evergreen Marine розширився, включивши інші судноплавні компанії, такі як Uniglory Marine Corp. (Тайвань) в 1984 році, компанія Hatsu Marine Ltd. (Велика Британія) у 2002 р., італійська судноплавна компанія Italia Marittima. У 1993 р. Uniglory було створено підрозділом компанії в 1999 році.  Evergreen Marine також стала партнером EVA Airways, заснованої в 1989 році, та Uni Air, заснованої в 1998 році.
У 2002 році Evergreen Marine експлуатував 61 контейнеровоз, загальний розмір флоту становив 130 суден. До 2008 року Evergreen Marine експлуатував 178 контейнерних суден.  У 2009 році компанія оголосила про плани побудувати 100 додаткових суден, очікуючи відновлення світової економіки до 2012 року.
23 березня 2021 року судно Evergreen «Ever Given» застрягло в Суецькому каналі, що призвело до значних перешкод для морського судноплавства у всьому світі.

## Флот
Evergreen Marine (включаючи Uniglory, Lloyd Triestino & Hatsu) експлуатував 153 контейнеровози з 439,538 двадцятифутові еквівалентні одиниці (TEU) 1 травня 2005 року. Загалом у 2008 році Evergreen Marine експлуатував 178 контейнеровозів.

### Сервісна мережа
Світова мережа послуг Evergreen Marine здійснюється через такі агенції:
- Evergreen Marine Corp. (Taiwan) Ltd.
- Evergreen Korea Corp.
- Evergreen Marine Corp. (Malaysia) Sdn Bhd.
- Evergreen Shipping(Singapore) Pte Ltd.
- Evergreen Shipping Agency (Thailand) Co. Ltd.
- P.T. Evergreen Shipping Agency Indonesia ee'
- Evergreen Vietnam Corp.
- Evergreen Japan Corp.
- Evergreen Marine (Hong Kong) Ltd.
- Evergreen Philippines Corp.
- Evergreen India Private Ltd.
- Evergreen International S.A. / Unigreen Marine S.A.
- Evergreen Shipping Agency (America) Corp.
- Evergreen Shipping Agency (Russia) Ltd.
- Evergreen Marine Australia Pty Ltd.
- Evergreen Shipping Spain
- Evergreen France S.A.
- Evergreen Shipping Agency (Netherlands) B.V.
- Evergreen Deutschland GmbH
- Evergreen Shipping Agency (Poland) Sp. Z o.o.
- Evergreen Gesellschaft M.B.H.
- Evergreen Marine (UK) Ltd.
- Evergreen Agency (Ireland) Ltd.
- Evergreen Shipping Agency (Italy) S.p.A.
- Green Andes (Chile)
- Global Shipping Agencies (Colombia)
- Baridhi Shipping Lines Ltd (Bangladesh)

## Див.також
- Інтермодальні перевезення
- Контейнерні перевезення
- Список найбільших контейнеровозів